# Isetemkheb D
Đối với những người có cùng tên gọi, xem Isetemkheb.
Isetemkheb D là một công nương, đồng thời là một vương phi sống vào thời kỳ Vương triều thứ 21 trong lịch sử Ai Cập cổ đại. Bà là chị em, đồng thời là vợ của Đại tư tế Pinedjem II. Isetemkheb D được trao danh hiệu: "Chánh phi trong Hậu cung của Amun".

## Thân thế
Isetemkheb D là con gái của Menkheperre, một Đại tư tế của Amun đã cai trị toàn bộ Thượng Ai Cập lúc bấy giờ; mẹ của bà có thể là công chúa Isetemkheb C (con gái của Pharaon Psusennes I).
Isetemkheb D kết hôn với một người anh em trai, là Pinedjem II, người sau này cũng trở thành Đại tư tế, lãnh chúa Thebes. Pinedjem còn lấy thêm một người vợ là Neskhons, cháu gái gọi ông bằng chú, sinh được 4 người con. Pinedjem II cũng là cha của Psusennes II, Pharaon cuối cùng của Vương triều thứ 21. Do những người con được biết đến của Neskhons không có tên của Psusennes II nên ông được nghĩ là con trai của Isetemkheb D.
Ngoài ra, 3 người con gái khác của Pinedjem II là Henuttawy D, Harweben và Maatkare đều được cho là những người con do Isetemkheb D sinh.

## Qua đời
Xác ướp của Isetemkheb D được tìm thấy trong hầm mộ DB320 cùng với một số thành viên trong vương thất. Xác ướp của bà vẫn còn nguyên vẹn, chưa bị tháo mở các băng vải bọc quanh xác ướp. Thi hài của Isetemkheb D được đặt trong 2 lớp quan tài. Đôi bàn tay và khuôn mặt mạ vàng của lớp quan tài trong đã mất. Sử dụng tia X cho thấy, Isetemkheb D bị viêm khớp đầu gối và sâu răng. Rất nhiều vật dụng được tùy táng theo bà, bao gồm: một cuộn giấy cói, những chiếc bình canopic, một rương đựng các tượng shabti, 4 chiếc bình bằng đồng, một tượng thần Osiris.